# الشرجة (محافظة ينبع)
الشرجة قرية سعودية، تقع شرق محافظة ينبع، في أعلى وادي نخلي، وفي أقصى الحدود الإدارية الشرقية لمحافظة ينبع، وتبعد عن محافظة ينبع حوالي 100 كلم، ولموقعها أهمية؛ لأنها تقع على الطريق الواصل بين ينبع النخل والمدينة المنورة، وتسكنها قبيلة الوفيان من ولد محمد من حرب، وبها مركز أمارة يرأسه: أحمد بن سعيد بن حمدان الوافي، شيخ قبيلة الوفيان، وبها مركز صحي، ومدارس للبنين والبنات.